# Myrne (hromada Bobrowycia)
Myrne (ukr. Мирне) – osiedle na Ukrainie, w obwodzie czernihowskim, w rejonie niżyńskim, w hromadzie Bobrowycia. W 2001 liczyło 644 mieszkańców, wśród których 623 wskazało jako ojczysty język ukraiński, 19 rosyjski, 1 białoruski, a 1 ormiański.